# Paolo Marton
Paolo Marton (Treviso, 23 gennaio 1932 – Treviso, 13 febbraio 2006) è stato un fotografo italiano.
Figlio di Bruno Marton, politico ed antifascista trevigiano, e fratello del musicista Tolo Marton, è stato a lungo titolare dell'omonima libreria di Treviso.
Debutta nel mondo della fotografia nel 1977 con un volume sul Veneto commissionatogli da degli editori di Ivrea; il primo successo internazionale in campo editoriale lo ottiene nel 1983 con Roma, magia nei secoli.
Negli anni successivi si specializza in pubblicazioni fotografiche dedicate all'arte e architettura della sua regione, in particolare sulle ville venete, ottenendo ulteriori riscontri positivi da parte di critica e pubblico in Italia e all'estero.

## Pubblicazioni
- Roma, magia nei secoli, con Cesare D’Onofrio e Luciano Zeppegno, Magnus, 1983.
- Civiltà delle Ville Venete, con Michelangelo Muraro e James Ackerman, Magnus, 1986.
- I Palazzi Veneziani, con Alvise Zorzi, Magnus, 1989.
- Canova. Scultore, Pittore, Architetto a Possagno, con Franco Barbieri e Massimiliano Pavan, Cittadella, Biblos, 1990.
- Verona, con Giuseppe Viviani, Magnus, 1990.
- Firenze. I secoli d’oro, con Antonio Paolucci e Mario Scalini, Magnus, 1994.
- Castelli dalla Germania, Monaco di Baviera, 1995.
- Andrea Palladio: The Architect in his Time, con Bruce Boucher, New York, Abbeville Press, 1998.
- Marca Nobilissima, con Giorgio Saviane, Treviso, Vianello, 1999.
- Ville Venete: l'arte e il paesaggio, con Franco Posocco e Antonella Uliana, Vittorio Veneto, De Bastiani, 2009.